# Mellivora sivalensis
Mellivora sivalensis — вимерлий вид медоїда, який жив у пліоцені і відомий із сіваліків Індії та Пакистану. Це маловідомий вид, спочатку класифікований як Ursitaxus sivalensis.